# 藤富保男
藤富 保男（ふじとみ やすお、1928年8月15日 - 2017年9月1日）は、東京府小石川区（現・文京区）生まれの詩人。

## 人物・来歴
詩誌『gui』同人。獨逸学協会中学（現・獨協高等学校）、東京外国語大学モンゴル語学科卒。日本現代詩人会、日本文藝家協会会員。
1950年、北川冬彦の詩会「時間」に参加。またカミングス研究会で新国誠一と知り合い、新国と共に詩的実験を試みるグループ、芸術研究協会(ASA)を設立。視覚と音律から日常の言語を再構築する独特の詩法をもち、ユーモラスな作風を得意とする。代表的な詩集に『コルクの皿』『正確な曖昧』『新聞紙とトマト』など。詩集は30冊を超えるほか、翻訳書、編著書も多数。
サッカーが得意であり、アマチュアチームの指導者や、実業団や関東大学リーグの審判を務めていた経験を持つ。
2017年9月1日に転移性骨腫瘍のため死去。89歳没。

## 著書
- 『コルクの皿』（1953年・H氏賞候補）
- 『8月の何か 詩集』国文社, 1954年
- 『鍵られた部屋 藤富保男詩集』時間社, 1959年
- 『正確な曖昧』時間社, 1961年
- 『藤富保男詩集』現代詩文庫 思潮社（1973年）
- 『キキとララのマザーグースのうた』松本庸子 絵. サンリオ, 1978年11月
- 『笑門 詩集』点点洞, 1982年11月
- 『北園克衛』 (近代詩人評伝) 有精堂, 1983年6月 『評伝 北園克衛』沖積舎（2003年）
- 『文字文字する詩 詩集』点点洞, 1983年8月
- 『一体全体 詩集』花神社, 1985年12月
- 『山田 詩集』花神社, 1985年12月
- 『大 あくび 詩集』思潮社（1989年）
- 『やぶにらみ』思潮社（1992年・日本詩人クラブ賞受賞）
- 『サディ氏人相書付 藤富保男詩集』書肆山田（1994年・萩原朔太郎賞候補）
- 『一発』矢立出版, 1995年7月
- 『やさいたちのうた』 (福音館の幼児絵本) 谷口広樹 絵. 福音館書店, 1996年1月
- 『文字の正しい迷い方』思潮社（1996年）
- 『点 藤富保男詩集』京成社, 1996年8月
- 『客と規約 藤富保男詩集』書肆山田（1999年・現代詩花椿賞候補）
- 『第二の男』思潮社（2000年）
- 『教唆三昧 詩集』あざみ書房, 2003年9月
- 『瞬画集』沖積舎, 2004年11月
- 『誰 詩集』思潮社, 2004年5月
- 『藤富保男詩集全景』沖積舎, 2008年11月
- 『詩の窓』思潮社, 2011年12月
- 『一壺天』思潮社, 2014年10月

### 編纂
- 北園克衛『村 句集』船木仁共編. 瓦蘭堂, 1980年6月
- 『谷川俊太郎』(日本の詩) 編. ほるぷ出版, 1985年10月
- 『スポーツ詩集 詩集』川崎洋,高階杞一共編. 花神社, 1997年10月

### 翻訳
- 『カミングス詩集』 (海外の詩人双書 ユリイカ, 1958年）
- カミングズ『95poemsからの17篇の訳詩』尖塔, 1962年）
- 『カミングス詩集』 (現代の芸術双書 訳編. 思潮社, 1968年）
- カミングズ『小さなわたしさん (旺文社ジュニア図書館) くわばらのぶゆき絵, 1979年7月）
- 『エリック・サティ詩集』訳. 思潮社, 1989年12月
- 『カミングズ詩集』海外詩文庫 訳編. 思潮社, 1997年6月
- マルタ・コチ 作・絵『かいものだいすきピンキー・ブウ (ポケットワールドえほん) Gakken, 2002年